# Глиссан, Эдуар
Эдуа́р Глисса́н (фр. Édouard Glissant, 21 сентября 1928, Сент-Мари, Мартиника — 3 февраля 2011, Париж) — мартиникский писатель, поэт и литературный критик. Считается одним из самых влиятельных карибских писателей. В своих работах поднимал вопрос постколониальной идентичности и теории культуры.
Учился в лицее Шельшера, выпускниками которого также были Эме Сезер и Франц Фанон. Там познакомился с Леоном Дама, вместе с которым они позже присоединились к Леопольду Сенгору, будущему президенту Сенегала, и сформулировали концепцию негритюда.
В 1946 году получил стипендию французского правительства и переехал в Париж, где изучал философию, этнологию и литературу. Защитил докторскую диссертацию в Сорбонне. В начале 1950-х годов опубликовал свои первые поэтические произведения. В 1958 году получил премию Ренодо за свой первый роман La Lézarde. Был участником антиколониального движения, из-за чего с 1961 по 1965 год ему был запрещён выезд из Франции. В 1965 году вернулся на Мартинику и основал Институт мартиникских исследований. С 1980 до 1988 года работал главным редактором «Курьера ЮНЕСКО». С 1995 по 2007 год был профессором французской литературы в Университете Нью-Йорка.
За свою жизнь написал восемь романов и одиннадцать поэтических сборников, а также множество литературно-критических эссе. Считается важным представителем постколониализма. Отмечал собственную близость к таким мыслителям, как Жиль Делёз и Феликс Гваттари с их концепцией ризомы.